# 静泽蛭
静泽蛭（学名：Helobdella stagnalis）为舌蛭科泽蛭属的动物，俗名宁静泽蛭、静蛭。分布于欧洲、北美洲、巴拉圭、日本、印度以及中国大陆的东北、内蒙古、河北、北京、山东、江苏、山西、浙江、江西、安徽、湖北、湖南、云南、西藏、新疆等地，常生活于浅缓的溪流以及湖泊、池沼和江河里以及常栖居在石块、烂叶以及水生植物上。该物种的模式产地在欧洲。